# Milites (esercito romano)
I milites erano i fanti non specialisti che componevano la maggior parte dell'esercito romano. Oltre a combattere avevano mansioni quali la guardia, costruzione e mantenimento degli accampamenti.
Solo dopo parecchi anni i milites potevano accede alla formazione per diventare immunes, cioè soldati specialisti con una retribuzione più alta.